# Internal Revenue Service
Pour les articles homonymes, voir IRS.

Logotype de l'IRS.

L'Internal Revenue Service (IRS) est l'agence du gouvernement fédéral des États-Unis qui collecte l'impôt sur le revenu et des taxes diverses — sur l'emploi, impôt sur les sociétés et successions notamment — et fait respecter les lois fiscales concernant le budget fédéral des États-Unis. Elle est donc considérée comme le fisc américain. L'agence est rattachée au département du Trésor des États-Unis.

## Histoire
Durant leurs 138 premières années d'existence (1776-1913), les États-Unis n'avaient pas d'impôt fédéral fixe sur le revenu. La plus grande part du revenu du gouvernement provenait des impôts indirects sur les produits, des droits de douane et de diverses taxes sur les photographies, les chèques de banque, les certificats d'actions, les testaments, les actes translatifs (en) et d'autres documents légaux.
Plusieurs impôts sur le revenu furent levés à la fin du XIXe siècle, dont certains furent déclarés anticonstitutionnels par la Cour suprême. En 1913, le XVIe amendement à la Constitution supprime les restrictions sur l'impôt sur le revenu, permettant à cet impôt de devenir permanent. L'agence créée pour percevoir cet impôt fut baptisée « Internal Revenue Service » (« Service des recettes internes »), pour se distinguer des institutions du gouvernement collectant les recettes externes au moyen des taxes et des droits de douane.
Depuis 1919, elle dispose  d'un IRS Criminal Investigation Division (« Bureau d'enquêtes criminelles de l'IRS ») regroupant 2 800 agents enquêtant sur les faits liés au trafic de drogue ou au blanchiment d'argent. Les enquêteurs de la CID sont armés de SIG-Sauer P229.
La base de données informatique et logiciel système de l'IRS est nommée Individual Master File (IMF) et Business Master File et fut créée dans les années 1960. Malgré des tentatives de modernisation, le programme tourne encore sur du COBOL et un langage assembleur vieux de plusieurs décennies, conçu pour l'IBM 7074 et l'IBM 360, ce qui pose des problèmes pour l'interopérabilité et la maintenance,,. Le Guinness des records indique que c'est le plus vieux système informatique en activité avec SABRE.
Depuis 1996, l'IRS a créé l'ITIN pour permettre aux personnes sans numéro de sécurité sociale de payer les impôts.
En 2013, les républicains accusent Barack Obama d'abus de pouvoir pour avoir ciblé délibérément avec l'IRS des groupes du Tea Party avant un traitement fiscal en vertu du 501c.
Durant la primaire républicaine de 2015, Ted Cruz milite pour abolir l'IRS.